# Smart Forfour
Smart Forfour — автомобіль компанії Smart. Випускався з квітня 2004 по червень 2006 року. На відміну від інших моделей марки, Forfour має відносно великі розміри кузова і просторий чотири-п'ятимісний салон. З 2014 року виробництво автомобіля на новій технічній базі було відновлено.

## Smart Forfour I (2004—2006)

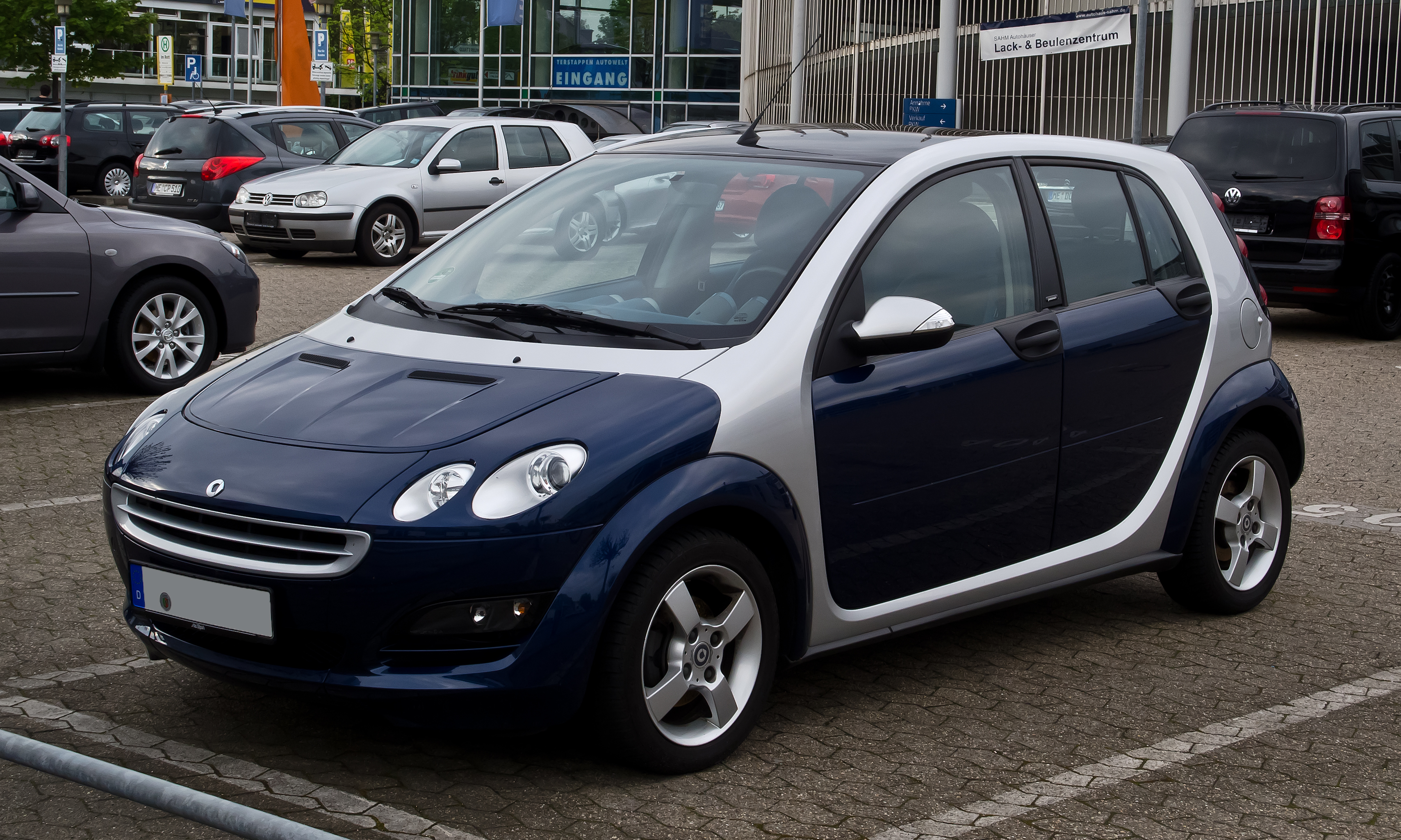
Smart Forfour I (2004—2006)

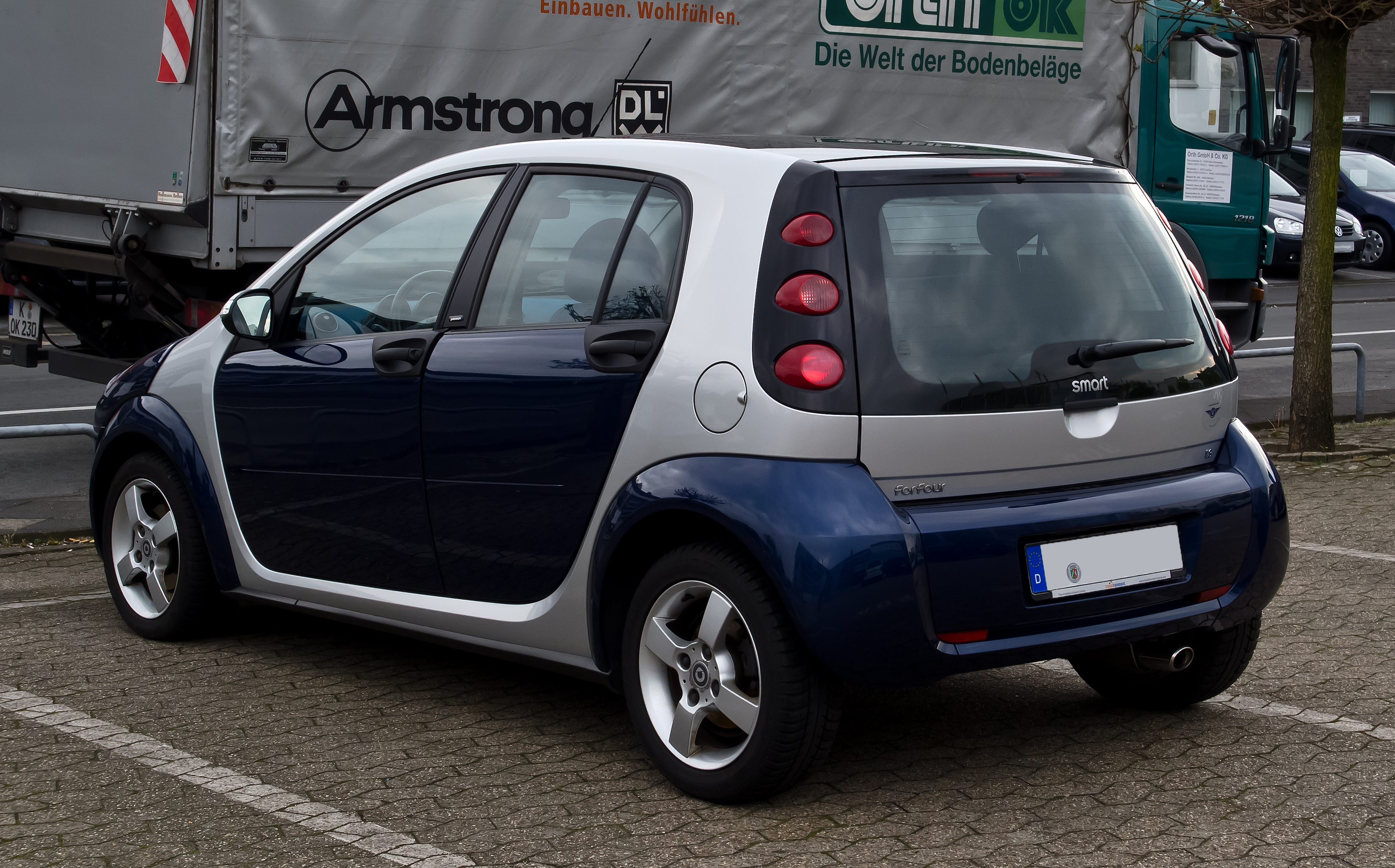
Smart Forfour I (2004—2006)

Автомобіль першого покоління має передній привод і переднє розташування двигуна та вироблявся на заводі NedCar у Нідерландах спільно з Mitsubishi Motors. Для зниження виробничих витрат Forfour має багато спільних компонентів з Mitsubishi Colt 2003 модельного року.
З 2005 року стала доступна спортивна версія, підготовлена фірмою Brabus. Дана модифікація оснащувалася двигуном з турбонаддувом, потужністю 177 к. с., що на 27 к. с. більше ніж у Mitsubishi Colt CZT. Максимальна швидкість — 221 км/год, розгін від 0 до 100 км/год становить 6,9 секунди.
У зв'язку з невеликими продажами Forfour був знятий з виробництва.

### Модифікації
| Модифікація                         | Максимальна швидкість, км/год | Разгін до 100 км/год, с | Об'єм двигуна, см³ | Потужність, к. c. | Витрати палива на 100 км в змішаному циклі, л |
| ----------------------------------- | ----------------------------- | ----------------------- | ------------------ | ----------------- | --------------------------------------------- |
| Smart Forfour 1.1                   | 165                           | 13,4                    | 1124               | 74                | 5,5                                           |
| Smart Forfour 1.3                   | 180                           | 10,8                    | 1322               | 95                | 5,8                                           |
| Smart Forfour 1.3 AT                | 180                           | 10,8                    | 1322               | 95                | 5,6                                           |
| Smart Forfour 1.5                   | 190                           | 9,8                     | 1499               | 108               | 6,1                                           |
| Smart Forfour 1.5 AT                | 190                           | 9,8                     | 1499               | 108               | 5,8                                           |
| Smart Forfour 1.5 sportstyle        | 195                           | 9,5                     | 1499               | 122               | 6,3                                           |
| Smart Forfour 1.4 Brabus V6 Biturbo | 225                           | 5.8                     | 1396               | 170               | —                                             |
| Smart Forfour 1.5 Brabus            | 221                           | 6,9                     | 1468               | 177               | 6,8                                           |
| Smart Forfour 1.5 cdi               | 160                           | 13,9                    | 1493               | 68                | 4,6                                           |
| Smart Forfour 1.5 cdi AT            | 160                           | 13,9                    | 1493               | 68                | 4,6                                           |
| Smart Forfour 1.5 cdi 70 KW         | 180                           | 10,5                    | 1493               | 97                | 4,6                                           |
| Smart Forfour 1.5 cdi AT 70 KW      | 180                           | 10,5                    | 1493               | 97                | 4,6                                           |

## Smart Forfour II (2014-наш час)

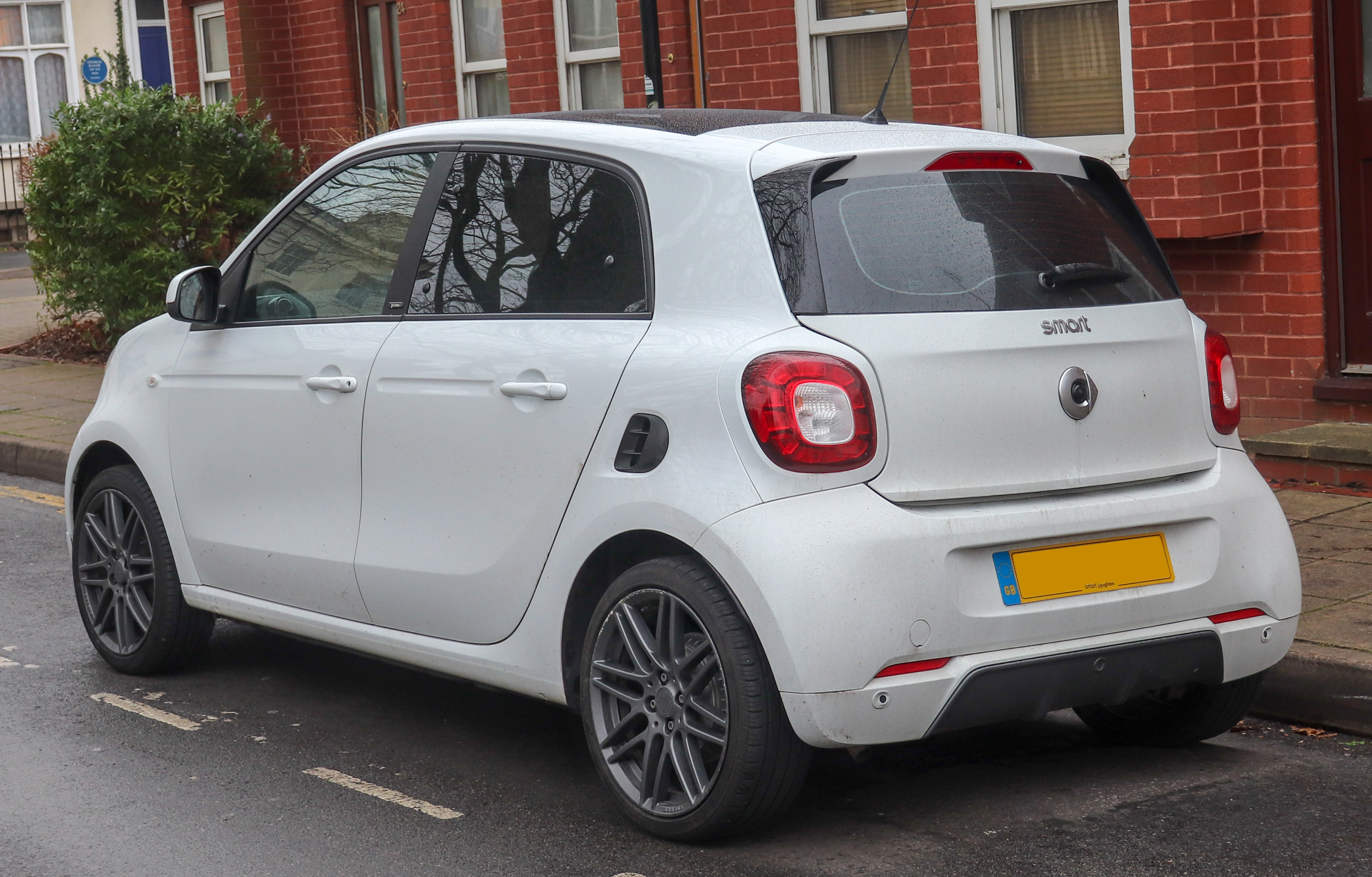
Smart Forfour II

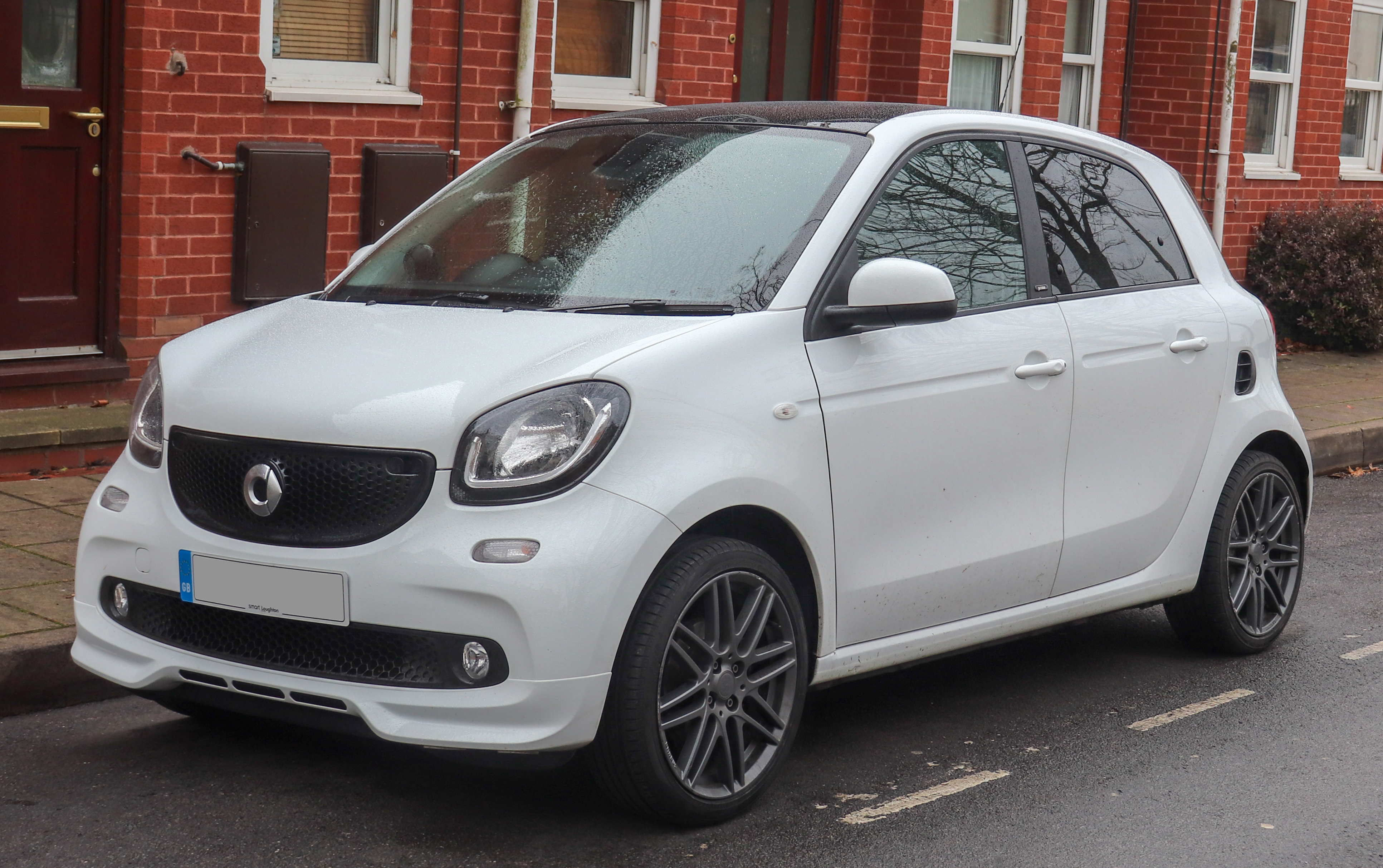
Smart Forfour II

У 2014 році дебютує Smart Forfour другого покоління збудований на спільній задньомоторній платформі концернів Daimler і Renault, разом з новими Smart Fortwo і Renault Twingo. На вибір пропонуються два бензинових мотори — атмосферний трициліндровий об'ємом 1,0 л потужністю 70 к. с. (91 Н·м) і наддувний двигун 0,9 л потужністю 90 к. с. (135 Н·м).
Максимальна швидкість, яку здатний розвивати автомобіль, дорівнює 151 км/год, а час розгону від 0 до 100 км/год займає 15,9 секунди. Показники витрати палива 1,0-літровим мотором рівні: при міському циклі — 4,8 л/100 км, при заміському — 3,8 л/100 км, і при змішаному циклі — 4,2 л/100 км.
Стандартна комплектація Smart Forfour досить багата і включає в себе: подушку безпеки водія і переднього пасажира, бічні передні подушки безпеки, кріплення для дитячого сидіння, антиблокувальну систему гальм, систему розподілу гальмівних зусиль, систему курсової стійкості, систему моніторингу тиску в шинах, 15-дюймові сталеві диски, галогенові фари, світлодіодні фари, круїз-контроль, функцію Auto Start Stop, електропривідне переднє скло, бортовий комп'ютер, центральний замок з дистанційним управлінням й іммобілайзер.
Багажник за обсягом у похідному положенні ідентичний багажнику Smart fortwo (185 літрів), якщо ж скласти спинки заднього ряду, отримуємо 975 літрів.

### Electric Drive / EQ

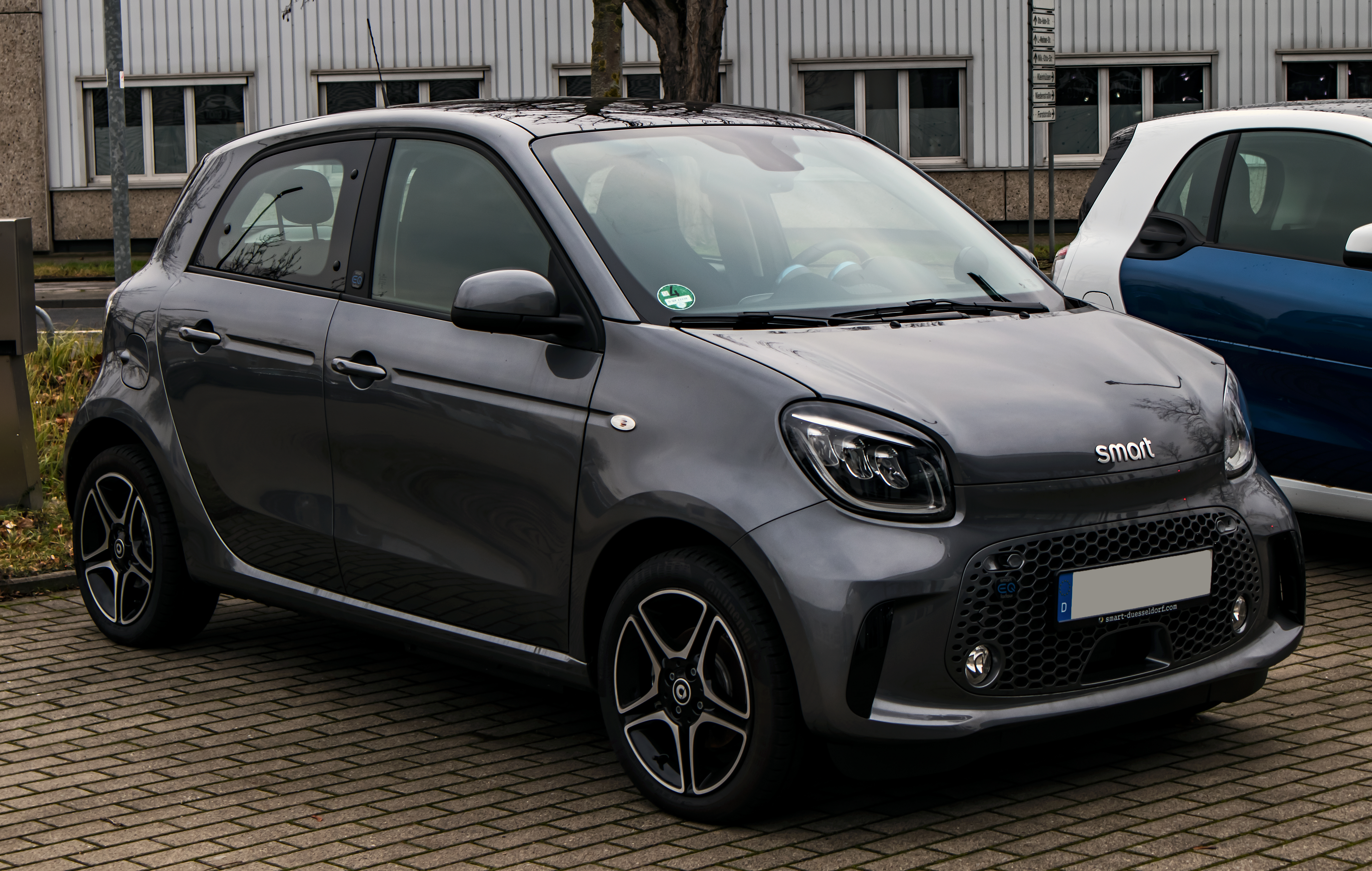
Smart EQ Forfour Pulse (W 453)

В березні 2017 року на ринок вийшов електрокар Smart Forfour Electric Drive. Автомобіль комплектується електродвигуном потужністю 60 кВт (82 к. с., 160 Н·м). Місткість батареї становить 17,6 кВт·год. Максимальна швидкість — 130 км/год. Запас ходу — 140—159 км в циклі NEDC.
Після модернізації у 2018 році модель отримала назву Smart EQ Forfour.

### Двигуни
- 1,0 л M281 E10 R Р3 61 к. с.
- 1,0 л M281 E10 Р3 71 к. с.
- 0,9 л M281 E09 LA turbo Р3 90 к. с.
- 0,9 л M281 E09 LA turbo Р3 109 к. с. (Brabus)
- 60 кВт синхронний електродвигун потужністю 81 к. с. 160 Н·м